# Marcapáginas

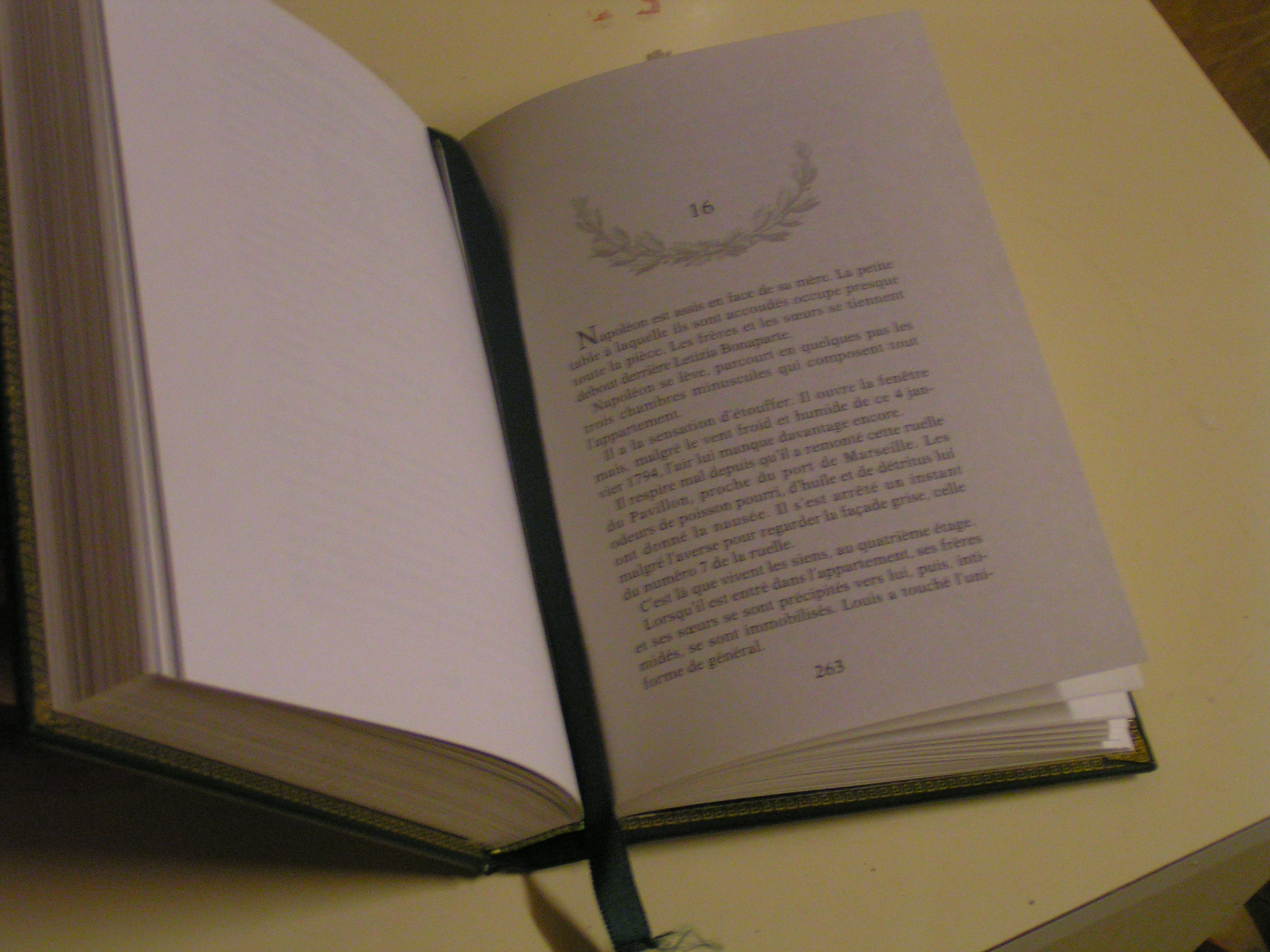
Libro con marcapáginas o señalador.

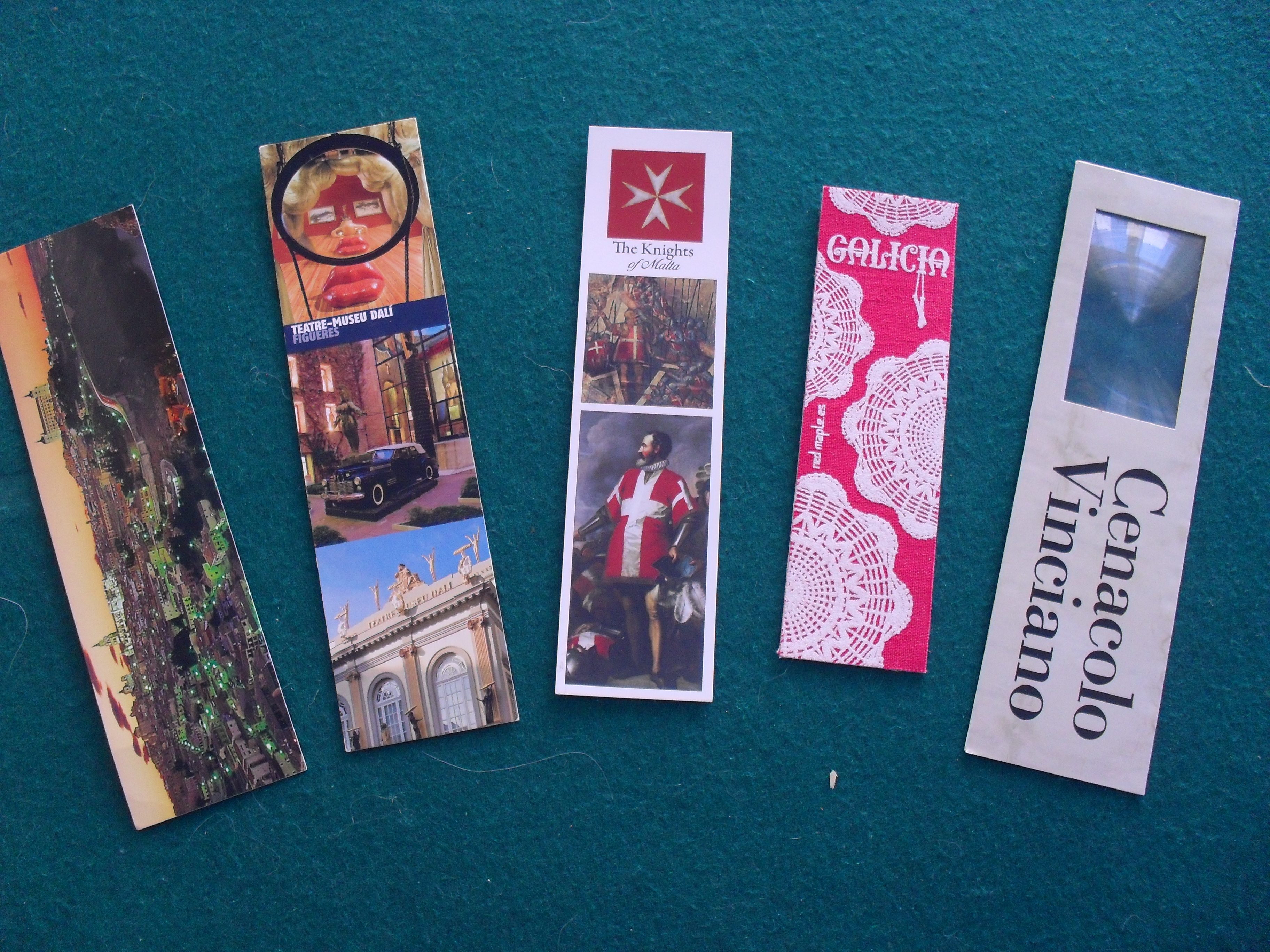
Marcapáginas publicitarios de España (Toledo, Figueras y Galicia), Italia (Milán), y Malta.

Un marcapáginas, marcalibro, señalador, punto de lectura, punto de libro o separador de libro es un objeto de grosor fino, normalmente de papel o cartulina, utilizado para marcar el punto exacto en el que queda detenida temporalmente la lectura de un libro y así poder regresar a él con facilidad. Otros materiales de uso frecuente para los marcapáginas son el cuero, los metales, la seda, la madera y las telas. Muchas veces la solapa de la portada del libro actúa como marcapáginas.

## Historia
Hay indicios de que el uso de marcapáginas acompañó al formato códice (libro) desde su misma aparición en el siglo I. El marcapáginas más antiguo del que se tenga registro data del siglo VI, el mismo fue hallado en las ruinas del monasterio copto de Apa Jeremías (Saqqara, Egipto), es de cuero forrado en vitela y está unido con una correa a la cubierta de un códice. Se han encontrado restos de marcadores en códices coptos que datan del siglo I al XI y en códices carolingios del siglo VIII al XII. Se popularizó a lo largo de la Edad Media.
En el Museo de Brunéi se encuentra otro antiguo marcapáginas, esta vez de origen indio, realizado en marfil, que dataría del siglo XVI y habría sido usado en coranes miniados.
Para la literatura anglosajona especializada, los primeros marcapáginas modernos se empezaron a documentar a partir de 1577, cuando Christopher Baker, impresor de la reina Isabel I, los incluyó -usando unas cintas de seda- en una Biblia, un libro de oraciones y el estatuto de la reina que entregó a la soberana. Pero lo cierto es que en numerosas pinturas italianas previas a esa fecha ya documentan su uso en libros iluminados, y presentados en forma de cinta o escapularios. Ejemplos de esto son el "Retrato de un hombre con libro" (1529) de Parmigianino, o el "Retrato de Giovanni Benedetto Caravaggi" (1518).
Entre los siglos XVI y XVII los marcadores eran sencillos y solían tener forma de flecha o corazones, y a partir del siglo XVIII los impresores recuperaron la costumbre medieval de coser los marcapáginas al lomo de los volúmenes. En este caso se trataba de cordones unidos a una pieza de madera fina.
En Inglaterra, hacia 1850, aparecieron los primeros marcapáginas sueltos y este aditamento comenzó a ser un arte que solía incluir elaboradas imágenes al punto que se volvieron elementos coleccionables y símbolos de estatus. Para 1860 ya se fabricaban de seda y de manera industrial en talleres textiles de Coventry.
En 1880 los señaladores se transforman en elementos de mercadotecnia publicitaria cuando los principales editores los adoptan como un regalo que acompañaba sus impresos.
A fines del siglo XIX, en los Estados Unidos se popularizaron dentro de los ámbitos educativos y llegaron a usarse como presentes o reconocimiento de mérito para alumnos destacados.
Por la misma época los marcapáginas sueltos llegaron a Holanda y a Francia, donde también servían como soporte publicitario, pero ya no solo era usado por los editores, sino que promocionaban tabaco, automóviles, bebidas alcohólicas, líneas de tren, etc.